# Coll de Neda
El Coll de Neda és una collada situada a 836,6 m d'altitud del terme municipal de Conca de Dalt, al Pallars Jussà, a cavall del vell enclavament dels Masos de Baiarri, pertanyent a l'antic terme de Claverol, i de l'antic terme d'Hortoneda de la Conca.
Està situat al vessant sud-oriental del Cap de l'Alt de Baiarri, a migdia de l'Obaga de l'Oriol i al sud-est de l'Obaga de Coll de Neda, al nord dels Clots de la Bòfia i al capdamunt, nord-oest, de la Serra de Coll de Neda.